# Astronomia rentgenowska
Astronomia rentgenowska – dział astronomii zajmujący się rejestracją i analizą promieniowania rentgenowskiego pochodzącego z Kosmosu. Zakres energii obserwowanych fotonów promieniowania X zawiera się w przedziale od 0,1 do 500 keV, co odpowiada długości fali pomiędzy 12 a 2,5 pm.
Ponieważ promieniowanie rentgenowskie jest pochłaniane w atmosferze Ziemi, urządzenia pomiarowe muszą być wyniesione poza nią, aby dokonać obserwacji w tym zakresie. W przeszłości, używano do tego celu balonów; obecnie detektory rentgenowskie umieszczane są na pokładzie satelitów.

## Technika obserwacji
Głównym problemem astronomii rentgenowskiej jest trudność w określeniu pozycji źródła promieniowania. W celu ograniczenia pola widzenia stosuje się tzw. kolimatory, które umieszcza się przed detektorem promieniowania. Najprostszy składa się z układu płytek lub rurek, które ograniczają promieniowanie dochodzące z boku. Pole widzenia urządzenia ograniczone jest wtedy do kilku stopni i staje się możliwe dokładniejsze określenie pozycji źródła promieniowania rentgenowskiego. 
W obserwacjach miękkiego promieniowania X stosuje się specjalne rentgenowskie klisze fotograficzne, elektronowe przetworniki obrazu oraz liczniki proporcjonalne. Fotony, które wpadają do licznika proporcjonalnego, wywołują wyładowania elektryczne w gazie znajdującym się pomiędzy anodą a katodą. Wielkość tego wyładowania jest proporcjonalna do energii padającego fotonu. Natomiast detektorami twardego promieniowania X są najczęściej liczniki scyntylacyjne. Podstawowym elementem takiego licznika jest kryształ, np. jodek sodu aktywowany talem – NaI(Tl). Padające promieniowanie wywołuje w krysztale błyski luminescencyjne, które rejestrowane są przez znajdujący się w bezpośredniej bliskości fotopowielacz.
Obecnie większość teleskopów rentgenowskich używa detektorów CCD podobnych do tych, które są stosowane w cyfrowych aparatach fotograficznych.

## Źródła promieniowania rentgenowskiego
Pierwsze kosmiczne źródło promieniowania rentgenowskiego, Scorpius X-1, znajdujące się w gwiazdozbiorze Skorpiona, zostało odkryte w 1962 roku. Pomysłodawcą i pionierem tych obserwacji, które doprowadziły do rozwoju całej dziedziny astronomii rentgenowskiej, był Riccardo Giacconi, późniejszy laureat Nagrody Nobla z fizyki w 2002 roku.
Jak pokazały obserwacje, jasność w zakresie promieniowania X dla wielu źródeł przekracza ich jasność optyczną o kilka rzędów wielkości. Obecnie wiadomo, że źródłami rentgenowskimi są przede wszystkim obiekty zawierające gwiazdę zwartą: czarną dziurę, gwiazdę neutronową lub białego karła. Energia w tych obiektach jest wytwarzana przez olbrzymie pole grawitacyjne, a gaz, opadający na zwartą gwiazdę w procesie akrecji, nagrzewa się do bardzo wysokich temperatur, rzędu setek milionów kelwinów. To właśnie ten opadający gaz emituje promieniowanie rentgenowskie. Układy złożone z gwiazdy zwartej oraz ze zwykłej gwiazdy, będącej dawcą materii, nazywane są rentgenowskimi układami podwójnymi.
Akrecja jest źródłem energii również w centrach aktywnych galaktyk, gdzie gaz opada na czarną dziurę o masie rzędu setek milionów mas Słońca. Oprócz tego, źródłami promieniowania X mogą być takie obiekty jak gromady galaktyk, pozostałości po supernowych, a także (o zdecydowanie mniejszym natężeniu) ciała Układu Słonecznego, na przykład Księżyc. Ponadto wiele słabych, nierozdzielonych źródeł rentgenowskich tworzy tzw. tło rentgenowskie.